# Strathcarron
Strathcarron (Schots-Gaelisch: Strath Carran) is een dorp in de Schotse council Highland in de Lieutenancy area Ross and Cromarty.
Strathcarron is gelegen nabij de monding van de rivier de Carron in het Loch Carron en aan de  Kyle of Lochalsh spoorlijn, midden in het dorp staat een hotel naast het station van Strathcarron. 